# Машат (Сайрамський район)
Маша́т (каз. Машат) — село у складі Сайрамського району Туркестанської області Казахстану. Адміністративний центр Жибек-Жолинського сільського округу.
Населення — 878 осіб (2021; 777 у 2009, 599 у 1999, 516 у 1989).
26 березня 2015 року до села було приєднано територію площею 0,86 км².